# Fangyan (köpinghuvudort i Kina, Zhejiang Sheng, lat 28,94, long 120,19)
Fangyan (kinesiska: 方岩, 方岩镇) är en köpinghuvudort i Kina. Den ligger i provinsen Zhejiang, i den östra delen av landet, omkring 150 kilometer söder om provinshuvudstaden Hangzhou. Antalet invånare är 24 625. Befolkningen består av 11 742 kvinnor och 12 883 män. Barn under 15 år utgör 16,0 %, vuxna 15-64 år 73 %, och äldre över 65 år 10,0 %.
Runt Fangyan är det ganska tätbefolkat, med 230 invånare per kvadratkilometer. Närmaste större samhälle är Guli, 16,4 km väster om Fangyan. I omgivningarna runt Fangyan växer i huvudsak blandskog.
Genomsnittlig årsnederbörd är 2 368 millimeter. Den regnigaste månaden är juni, med i genomsnitt 417 mm nederbörd, och den torraste är januari, med 69 mm nederbörd.